# Tafajight
Tafajight (en àrab تفاجيغت, Tafājīḡt; en amazic ⵜⴰⴼⴰⵊⵉⵖⵜ) és una comuna rural de la província de Sufruy, a la regió de Fes-Meknès, al Marroc. Segons el cens de 2014 tenia una població total de 1.697 persones.